# Forever Young (single van Alphaville)
Forever young is een nummer van de Duitse synthpop/-rockband Alphaville, afkomstig van het gelijknamige album uit 1984. In september van dat jaar werd het nummer op vinylsingle uitgebracht. In 1989 werd het nummer ook op cd-single uitgebracht.
Het nummer werd onder andere gecoverd door de Duitse electrogroep Interactive in 1995 en de Belgische zanger Paul Michiels in 2001.

## Alphaville
Forever young van de Duitse band Alphaville is afkomstig van het album met dezelfde titel. De single kan gezien worden als een icoon van de popmuziek in de jaren tachtig. In Nederland en België was het de laatste succesvolle single van Alphaville. 
In Nederland werd de plaat in het najaar van 1984 veel gedraaid op Hilversum 3 en werd een radiohit in de destijds drie landelijke hitlijsten op de nationale publieke popzender. De plaat bereikte de 19e positie in de Nationale Hitparade, de 18e positie in de Nederlandse Top 40 en piekte op de 15e positie in de TROS Top 50. In de Europese hitlijst op Hilversum 3, de TROS Europarade, werd de 9e positie bereikt.
In België bereikte de plaat de 22e positie in de voorloper van de Vlaamse Ultratop 50 en de 17e positie in de Vlaamse Radio 2 Top 30. In Wallonië werd géén notering behaald.
De plaat werd na het verschijnen in september 1984 een aantal keer gecoverd (bijvoorbeeld door Laura Branigan), maar kwam ook terug in speelfilms en televisieseries uit die jaren. Dat hergebruik van de muziek bleef niet beperkt tot de jaren tachtig. Ook in de 21e eeuw werd het door diverse artiesten uitgevoerd, zoals One Direction. In 2001 brachten de leden van Alphaville het zelf nog in een moderner jasje uit. De krautrockers van Tangerine Dream namen het op voor hun coveralbum Under cover. 
Het origineel uit 1984 stond in tal van hitparades. In de Verenigde Staten behaalde de plaat de 65e positie in de Billboard Hot 100. In Canada werd de 62e positie behaald, Australië de 47e Zuid-Afrika de 7e, Zweden de nummer 1-positie, Frankrijk de 13e, Duitsland de 4e en in Zwitserland de 3e en in het 
Verenigd Koninkrijk werd een zeer bescheiden 98e positie behaald in de UK Singles Chart.
Sinds de allereerste editie in december 1999 staat de plaat onafgebroken genoteerd in de jaarlijkse NPO Radio 2 Top 2000 van de Nederlandse publieke radiozender NPO Radio 2, met als hoogste notering tot nu toe een 68e positie in 2003.

## Hitnoteringen

### Nederlandse Top 40
| Hitnotering: 10-11-1984 t/m 22-12-1984 | Hitnotering: 10-11-1984 t/m 22-12-1984 | Hitnotering: 10-11-1984 t/m 22-12-1984 | Hitnotering: 10-11-1984 t/m 22-12-1984 | Hitnotering: 10-11-1984 t/m 22-12-1984 | Hitnotering: 10-11-1984 t/m 22-12-1984 | Hitnotering: 10-11-1984 t/m 22-12-1984 | Hitnotering: 10-11-1984 t/m 22-12-1984 | Hitnotering: 10-11-1984 t/m 22-12-1984 |
| Week:                                  | 1                                      | 2                                      | 3                                      | 4                                      | 5                                      | 6                                      | 7                                      |                                        |
| -------------------------------------- | -------------------------------------- | -------------------------------------- | -------------------------------------- | -------------------------------------- | -------------------------------------- | -------------------------------------- | -------------------------------------- | -------------------------------------- |
| Positie:                               | 34                                     | 23                                     | 20                                     | 18                                     | 20                                     | 29                                     | 37                                     | uit                                    |

### Nationale Hitparade
| Hitnotering: 27-10-1984 t/m 22-12-1984 | Hitnotering: 27-10-1984 t/m 22-12-1984 | Hitnotering: 27-10-1984 t/m 22-12-1984 | Hitnotering: 27-10-1984 t/m 22-12-1984 | Hitnotering: 27-10-1984 t/m 22-12-1984 | Hitnotering: 27-10-1984 t/m 22-12-1984 | Hitnotering: 27-10-1984 t/m 22-12-1984 | Hitnotering: 27-10-1984 t/m 22-12-1984 | Hitnotering: 27-10-1984 t/m 22-12-1984 | Hitnotering: 27-10-1984 t/m 22-12-1984 | Hitnotering: 27-10-1984 t/m 22-12-1984 |
| Week:                                  | 1                                      | 2                                      | 3                                      | 4                                      | 5                                      | 6                                      | 7                                      | 8                                      | 9                                      |                                        |
| -------------------------------------- | -------------------------------------- | -------------------------------------- | -------------------------------------- | -------------------------------------- | -------------------------------------- | -------------------------------------- | -------------------------------------- | -------------------------------------- | -------------------------------------- | -------------------------------------- |
| Positie:                               | 45                                     | 49                                     | 28                                     | 19                                     | 22                                     | 19                                     | 25                                     | 26                                     | 44                                     | uit                                    |

### TROS Top 50
Hitnotering: 01-11-1984 t/m 13-12-1984. Hoogste notering: #15 (2 weken).

### TROS Europarade
Hitnotering: 12-11-1984 t/m 21-01-1985. Hoogste notering: #9 (2 weken).

### Vlaamse Radio 2 Top 30
| Hitnotering: (Week 1) 27-10-1984 Hitnotering: (Week 2) 10-11-1984 Hitnotering: (Week 3 t/m 6) 01-12-1984 t/m 22-12-1984 | Hitnotering: (Week 1) 27-10-1984 Hitnotering: (Week 2) 10-11-1984 Hitnotering: (Week 3 t/m 6) 01-12-1984 t/m 22-12-1984 | Hitnotering: (Week 1) 27-10-1984 Hitnotering: (Week 2) 10-11-1984 Hitnotering: (Week 3 t/m 6) 01-12-1984 t/m 22-12-1984 | Hitnotering: (Week 1) 27-10-1984 Hitnotering: (Week 2) 10-11-1984 Hitnotering: (Week 3 t/m 6) 01-12-1984 t/m 22-12-1984 | Hitnotering: (Week 1) 27-10-1984 Hitnotering: (Week 2) 10-11-1984 Hitnotering: (Week 3 t/m 6) 01-12-1984 t/m 22-12-1984 | Hitnotering: (Week 1) 27-10-1984 Hitnotering: (Week 2) 10-11-1984 Hitnotering: (Week 3 t/m 6) 01-12-1984 t/m 22-12-1984 | Hitnotering: (Week 1) 27-10-1984 Hitnotering: (Week 2) 10-11-1984 Hitnotering: (Week 3 t/m 6) 01-12-1984 t/m 22-12-1984 | Hitnotering: (Week 1) 27-10-1984 Hitnotering: (Week 2) 10-11-1984 Hitnotering: (Week 3 t/m 6) 01-12-1984 t/m 22-12-1984 | Hitnotering: (Week 1) 27-10-1984 Hitnotering: (Week 2) 10-11-1984 Hitnotering: (Week 3 t/m 6) 01-12-1984 t/m 22-12-1984 | Hitnotering: (Week 1) 27-10-1984 Hitnotering: (Week 2) 10-11-1984 Hitnotering: (Week 3 t/m 6) 01-12-1984 t/m 22-12-1984 |
| Week: | 1 | | 2 | | 3 | 4 | 5 | 6 | |
| --- | --- | --- | --- | --- | --- | --- | --- | --- | --- |
| Positie: | 27 | uit | 18 | uit | 28 | 23 | 17 | 28 | uit |

### Evergreen Top 1000
| Jaar    | 2008 | 2009 | 2010 | 2011 | 2012 | 2013 | 2014 | 2015 | 2016 | 2017 |
| ------- | ---- | ---- | ---- | ---- | ---- | ---- | ---- | ---- | ---- | ---- |
| Positie | -    | -    | -    | -    | -    | -    | -    | -    | -    | 423  |

### NPO Radio 2 Top 2000
| Nummer met noteringen in de NPO Radio 2 Top 2000 | '99 | '00 | '01 | '02 | '03 | '04 | '05 | '06 | '07 | '08 | '09 | '10 | '11 | '12 | '13 | '14 | '15 | '16 | '17 | '18 | '19 | '20 | '21 | '22 | '23 | '24 |
| ------------------------------------------------ | --- | --- | --- | --- | --- | --- | --- | --- | --- | --- | --- | --- | --- | --- | --- | --- | --- | --- | --- | --- | --- | --- | --- | --- | --- | --- |
| Forever Young                                    | 150 | 100 | 70  | 69  | 68  | 102 | 97  | 131 | 95  | 96  | 187 | 149 | 195 | 266 | 253 | 281 | 284 | 280 | 235 | 298 | 305 | 313 | 310 | 302 | 274 | 127 |

1. ↑  Een vetgedrukt getal geeft de hoogste notering aan.

## Interactive
In 1995 werd Forever young gecoverd door de Duitse electrogroep Interactive. In Nederland bereikte de single een hogere notering dan het origineel van Alphaville.

### Hitnoteringen

#### Nederlandse Top 40
| Hitnotering: 25-02-1995 t/m 08-04-1995 | Hitnotering: 25-02-1995 t/m 08-04-1995 | Hitnotering: 25-02-1995 t/m 08-04-1995 | Hitnotering: 25-02-1995 t/m 08-04-1995 | Hitnotering: 25-02-1995 t/m 08-04-1995 | Hitnotering: 25-02-1995 t/m 08-04-1995 | Hitnotering: 25-02-1995 t/m 08-04-1995 | Hitnotering: 25-02-1995 t/m 08-04-1995 | Hitnotering: 25-02-1995 t/m 08-04-1995 |
| Week:                                  | 1                                      | 2                                      | 3                                      | 4                                      | 5                                      | 6                                      | 7                                      |                                        |
| -------------------------------------- | -------------------------------------- | -------------------------------------- | -------------------------------------- | -------------------------------------- | -------------------------------------- | -------------------------------------- | -------------------------------------- | -------------------------------------- |
| Positie:                               | 28                                     | 16                                     | 14                                     | 10                                     | 10                                     | 17                                     | 30                                     | uit                                    |

#### Mega Top 50
| Hitnotering: 25-02-1995 t/m 08-04-1995 | Hitnotering: 25-02-1995 t/m 08-04-1995 | Hitnotering: 25-02-1995 t/m 08-04-1995 | Hitnotering: 25-02-1995 t/m 08-04-1995 | Hitnotering: 25-02-1995 t/m 08-04-1995 | Hitnotering: 25-02-1995 t/m 08-04-1995 | Hitnotering: 25-02-1995 t/m 08-04-1995 | Hitnotering: 25-02-1995 t/m 08-04-1995 | Hitnotering: 25-02-1995 t/m 08-04-1995 |
| Week:                                  | 1                                      | 2                                      | 3                                      | 4                                      | 5                                      | 6                                      | 7                                      |                                        |
| -------------------------------------- | -------------------------------------- | -------------------------------------- | -------------------------------------- | -------------------------------------- | -------------------------------------- | -------------------------------------- | -------------------------------------- | -------------------------------------- |
| Positie:                               | 34                                     | 20                                     | 15                                     | 22                                     | 23                                     | 28                                     | 35                                     | uit                                    |

#### VlaamseRadio 2 Top 30
| Hitnotering: 03-12-1994 | Hitnotering: 03-12-1994 | Hitnotering: 03-12-1994 |
| Week:                   | 1                       |                         |
| ----------------------- | ----------------------- | ----------------------- |
| Positie:                | 27                      | uit                     |

## Paul Michiels
Na het beëindigen van de popgroep Soulsister had Paul Michiels enige solo singles waaronder Forever young in 2001, een cover van Alphaville. Het was tevens de titeltrack van de film Team Spirit.

### Hitnoteringen

#### VlaamseUltratop 50
| Hitnotering: 03-02-2001 t/m 24-03-2001 | Hitnotering: 03-02-2001 t/m 24-03-2001 | Hitnotering: 03-02-2001 t/m 24-03-2001 | Hitnotering: 03-02-2001 t/m 24-03-2001 | Hitnotering: 03-02-2001 t/m 24-03-2001 | Hitnotering: 03-02-2001 t/m 24-03-2001 | Hitnotering: 03-02-2001 t/m 24-03-2001 | Hitnotering: 03-02-2001 t/m 24-03-2001 | Hitnotering: 03-02-2001 t/m 24-03-2001 | Hitnotering: 03-02-2001 t/m 24-03-2001 |
| Week:                                  | 1                                      | 2                                      | 3                                      | 4                                      | 5                                      | 6                                      | 7                                      | 8                                      |                                        |
| -------------------------------------- | -------------------------------------- | -------------------------------------- | -------------------------------------- | -------------------------------------- | -------------------------------------- | -------------------------------------- | -------------------------------------- | -------------------------------------- | -------------------------------------- |
| Positie:                               | 38                                     | 28                                     | 28                                     | 30                                     | 30                                     | 30                                     | 36                                     | 50                                     | uit                                    |

#### VlaamseRadio 2 Top 30
| Hitnotering: (Week 1 t/m 5) 10-02-2001 t/m 10-03-2001 Hitnotering: (Week 6) 24-03-2001 | Hitnotering: (Week 1 t/m 5) 10-02-2001 t/m 10-03-2001 Hitnotering: (Week 6) 24-03-2001 | Hitnotering: (Week 1 t/m 5) 10-02-2001 t/m 10-03-2001 Hitnotering: (Week 6) 24-03-2001 | Hitnotering: (Week 1 t/m 5) 10-02-2001 t/m 10-03-2001 Hitnotering: (Week 6) 24-03-2001 | Hitnotering: (Week 1 t/m 5) 10-02-2001 t/m 10-03-2001 Hitnotering: (Week 6) 24-03-2001 | Hitnotering: (Week 1 t/m 5) 10-02-2001 t/m 10-03-2001 Hitnotering: (Week 6) 24-03-2001 | Hitnotering: (Week 1 t/m 5) 10-02-2001 t/m 10-03-2001 Hitnotering: (Week 6) 24-03-2001 | Hitnotering: (Week 1 t/m 5) 10-02-2001 t/m 10-03-2001 Hitnotering: (Week 6) 24-03-2001 | Hitnotering: (Week 1 t/m 5) 10-02-2001 t/m 10-03-2001 Hitnotering: (Week 6) 24-03-2001 |
| Week:                                                                                  | 1                                                                                      | 2                                                                                      | 3                                                                                      | 4                                                                                      | 5                                                                                      |                                                                                        | 6                                                                                      |                                                                                        |
| -------------------------------------------------------------------------------------- | -------------------------------------------------------------------------------------- | -------------------------------------------------------------------------------------- | -------------------------------------------------------------------------------------- | -------------------------------------------------------------------------------------- | -------------------------------------------------------------------------------------- | -------------------------------------------------------------------------------------- | -------------------------------------------------------------------------------------- | -------------------------------------------------------------------------------------- |
| Positie:                                                                               | 28                                                                                     | 28                                                                                     | 28                                                                                     | 30                                                                                     | 30                                                                                     | uit                                                                                    | 26                                                                                     | uit                                                                                    |